# 唐群英故居
唐群英故居位于湖南省衡山县新桥镇黄泥村，是唐群英祖居“三吉堂”中建设最早、也是现在仅存的部分建筑。“三吉堂”改建后改为书屋，曰“是吾家”，中间是厅屋，左边是书房，右边是卧室，后进有天井及后厢房。这里是唐群英青少年时代读书的地方，晚年则居此整理诗文，著有《吟香阁诗草》四卷。
1994年，“是吾家”被列为衡山县县级重点文物保护单位，2001年成为湖南省重点文物保护单位，按原貌在原址上全面修复，正式向游人开放。